# Janukowo
Janukowo – jezioro morenowe w woj. wielkopolskim, w powiecie międzychodzkim, w gminie Sieraków, leżące na terenie Pojezierza Poznańskiego.

## Dane morfometryczne
Powierzchnia zwierciadła wody według różnych źródeł wynosi od 28,5 ha do 33,3 ha.
Zwierciadło wody położone jest na wysokości 34,5 m n.p.m. lub 36,0 m n.p.m. Średnia głębokość jeziora wynosi 10,4 m, natomiast głębokość maksymalna 21,2 m.
W oparciu o badania przeprowadzone w 1993 roku wody jeziora zaliczono do II klasy czystości.

## Hydronimia
Według urzędowego spisu opracowanego przez Komisję Nazw Miejscowości i Obiektów Fizjograficznych (KNMiOF) nazwa tego jeziora to Janukowo. W różnych publikacjach i na mapach topograficznych jezioro to występuje pod nazwą Janikowe lub Janikowo.